# If You Want Blood You've Got It
If you want blood (You've got it) es el primer álbum en vivo de la banda australiana de hard rock AC/DC y salió a la venta en octubre de 1978. Todas las canciones están escritas por Angus Young, Malcolm Young, y Bon Scott.
La mayoría de los temas del disco fueron grabados en vivo en el Apollo Theatre en Glasgow, Escocia, el 30 de abril de 1978. Contiene versiones en directo de canciones de los álbumes High Voltage, Dirty Deeds Done Dirt Cheap, Let There Be Rock y Powerage. Es el penúltimo álbum de la era de Bon Scott producido por Harry Vanda y George Young, quienes también produjeron los cinco primeros álbumes de estudio de la banda, dejando paso luego a Robert John "Mutt" Lange (quien produjo el último disco con Bon Scott: Highway to Hell).

## Lista de canciones
Todas las canciones escritas y compuestas por Angus Young, Malcolm Young y Bon Scott. 
| Lado 1 |                                                       |          |  |
| N.º    | Título                                                | Duración |  |
| 1.     | «Riff Raff» (de Powerage)                             | 6:00     |  |
| 2.     | «Hell Ain't A Bad Place To Be» (de Let There Be Rock) | 4:11     |  |
| 3.     | «Bad Boy Boogie» (de Let There Be Rock)               | 7:31     |  |
| 4.     | «The Jack» (de T.N.T.)                                | 5:50     |  |
| 5.     | «Problem Child» (de Dirty Deeds Done Dirt Cheap)      | 4:41     |  |

| Lado 2 |                                            |          |  |
| N.º    | Título                                     | Duración |  |
| 6.     | «Whole Lotta Rosie» (de Let There Be Rock) | 4:10     |  |
| 7.     | «Rock 'N' Roll Damnation» (de Powerage)    | 3:40     |  |
| 8.     | «High Voltage» (de T.N.T.)                 | 5:07     |  |
| 9.     | «Let There Be Rock» (de Let There Be Rock) | 8:33     |  |
| 10.    | «Rocker» (T.N.T.)                          | 3:25     |  |